# Лісова Руслана Віталіївна
Руслана Віталіївна Лісова (20 червня 1970, м. Охтирка, Сумська обл.) — українська композиторка, співачка, педагог. Член Національної спілки кобзарів України та Національної всеукраїнської музичної спілки (2011). Лауреатка всеукраїнських та міжнародних музичних фестивалів і конкурсів.

## Життєпис
Народилась в місті Охтирка на Сумщині. Перші уроки музики отримала від мами Надії Олександрівни Шандиби — бандуристки, яка працювала викладачем в Охтирській дитячій музичній школі. Батьки захоплювалися театральним мистецтвом, грали у самодіяльному народному драматичному театрі районного Будинку культури.
Руслана навчалася в музичній школі по класу фортепіано та бандури.
1989 р. закінчила Калузьке музичне училище (клас фортепіано).
У 2002—2004 рр. навчалася на факультеті музичного мистецтва естради Київського національного університету культури і мистецтв (клас професора В. А. Полянського).
Працювала в Охтирській дитячій музичній школі концертмейстером і викладачем по класу фортепіано (1990—2017).
Активно займалася театральним мистецтвом, в 2006—2008 рр. працювала режисером народного драматичного театру Охтирського РБК, поставила низку вистав: «Пригоди соцького Мусія», «Біда від ніжного серця», «Сім мисок, сім ложок» та ін., до яких сама створила музику.
Працювала в дитячому реабілітаційному центрі для дітей-інвалідів, в якому створила дитячий театр. Поставила музичні вистави з авторською музикою, які стали лауреатами обласного інтеграційного театрального фестивалю людей із функціональними обмеженнями «Веселка» (м. Суми).
Нині — викладач-методист вищої категорії Чернігівської музичної школи № 2 імені Є. В. Богословського.
Учасниця міжнародних науково-практичних конференцій «Трансформація і розвиток освіти і культури» (Київ, 2012, 2014), «Бандура дарує натхнення» (Чернігів, 2010, 2012, 2014). Музичний редактор декількох випусків навчально-методичного видання «Музична школа» (Київ): бандурні випуски, ансамблі чернігівських авторів, вокальні твори у супроводі фортепіано.
Як авторка-виконавиця неодноразово ставала лауреаткою і дипломанткою багатьох всеукраїнських і міжнародних музичних фестивалів і конкурсів, серед яких фестивалі «Боромля», «Кролевецькі рушники», «Червона рута» та ін.
Була членом журі Всеукраїнського дитячого фестивалю-конкурсу бандуристів «Кобзарському роду нема переводу» (2017—2022), головою журі відкритого Регіонального фортепіанного конкурсу імені К. О. Резнікової-Булгакової (м. Охтирка), Міжнародного дитячого конкурсу юних бандуристів «Волинський кобзарик».

## Творчість
Створювати музику почала в 1993—1994 рр. Перші твори написані для музичної театральної вистави «Біда від ніжного серця». Потім почала писати пісні для охтирського дитячого вокального ансамблю «Крошки» (керівник Лариса Крошка).
Авторка понад 15 нотних збірок (біля 300 творів) різних жанрів: романсів, дитячих пісень, творів для вокальних ансамблів, хорів та солістів, естрадних пісень для тріо та солістів, інструментальних творів для фортепіано, бандури та інструментальних ансамблів, духовні твори.
У творчому доробку Руслани Лісової — дитячі мюзикли «Білосніжка та веселі гноми», «Пташина школа», «Земля — наш дім», «Любов запалює зірки».
Композиторку надихає на творчість глибока, змістовна поезія. Вона пише музику на вірші Олександра Олеся, Ліни Костенко, Світлани Корнієнко, Катерини Квітчастої, Андрія Катрича та інших сучасних авторів.